# 40.000 dollari per non morire
40.000 dollari per non morire (The Gambler) è un film del 1974, diretto da Karel Reisz e scritto dall'esordiente James Toback.
Per la sua interpretazione, James Caan ricevette una nomination ai Golden Globe.

## Trama
È la storia di un professore di inglese di New York, amato dai suoi studenti, che combatte contro la dipendenza dal gioco e finisce nei guai per via di un grosso debito.

## Accoglienza

### Critica
Per il Dizionario Mereghetti, Toback ha scritto «una delle più disperate e belle sceneggiature del decennio, anche se i dialoghi rivelano un'eccessiva ricercatezza letteraria.»
Per il Dizionario Morandini «un film – scritto benissimo da James Toback – di dolorosa intensità: è uno spaccato memorabile di America amara con un'interpretazione notevole di J. Caan e un epilogo straziante.»

## Remake
Nel 2014 esce il remake del film, con protagonista Mark Wahlberg e diretto da Rupert Wyatt.